# Tipula parasimurg
Tipula parasimurg är en tvåvingeart som beskrevs av Evgenyi Nikolayevich Savchenko 1968. Tipula parasimurg ingår i släktet Tipula och familjen storharkrankar.
Artens utbredningsområde är Azerbajdzjan. Inga underarter finns listade i Catalogue of Life.